# طهانی راشد
طهانی راشد (انگلیسی: Tahani Rached؛ زادهٔ ۱۶ مهٔ ۱۹۴۷) یک کارگردان و فیلم‌ساز کانادایی اهل مصر است. او تاکنون بیشتر از بیست فیلم را کارگردانی مرده است.